# Quận Lee, Georgia
Quận Lee là một quận trong tiểu bang Georgia, Hoa Kỳ. Quận lỵ đóng ở thành phố Leesburg 6. Theo ước tinh dân số năm 2005 của Cục điều tra dân số Hoa Kỳ, quận có dân số người 2. Năm 2007, ước tính dân số quận này là 31.099 người.